# 2129 Cosicosi
A 2129 Cosicosi (ideiglenes jelöléssel 1973 SJ) a Naprendszer kisbolygóövében található aszteroida. Paul Wild fedezte fel 1973. szeptember 27-én.